# Rimplas
Rimplas [ʁɛ̃plas] est une commune française située dans le département des Alpes-Maritimes, en région Provence-Alpes-Côte d'Azur.
Ses habitants sont appelés les Rimplassois.

## Géographie

### Localisation
Commune située à 12 km de Saint-Sauveur-sur-Tinée.

### Communes limitrophes
Les communes limitrophes sont  Ilonse, Saint-Sauveur-sur-Tinée et Valdeblore.
| Saint-Sauveur-sur-Tinée | Valdeblore         | Valdeblore |
| Saint-Sauveur-sur-Tinée | Rimplas            | Valdeblore |
| Ilonse                  | Ilonse, Valdeblore | Valdeblore |

### Géologie et relief
À cheval sur deux vallées, le Val de Blore et la Tinée, le village de Rimplas occupe une position stratégique[Pour qui ?].

### Hydrographie et les eaux souterraines
Cours d'eau sur la commune ou à son aval :
- rivière la Tinée,
- vallons de mollières, du romarinier, de la figaïrasse, de bramafam, de cabane vieille,
- le riou.

### Climat
Pour des articles plus généraux, voir Climat de Provence-Alpes-Côte d'Azur et Climat des Alpes-Maritimes.
En 2010, le climat de la commune est de type climat des marges montargnardes, selon une étude du Centre national de la recherche scientifique s'appuyant sur une série de données couvrant la période 1971-2000. En 2020, Météo-France publie une typologie des climats de la France métropolitaine dans laquelle la commune est exposée à un climat de montagne ou de marges de montagne et est dans la région climatique Var, Alpes-Maritimes, caractérisée par une pluviométrie abondante en automne et en hiver (250 à 300 mm en automne), un très bon ensoleillement en été (fraction d’insolation > 75 %), un hiver doux (8 °C) et peu de brouillards.
Pour la période 1971-2000, la température annuelle moyenne est de 11,5 °C, avec une amplitude thermique annuelle de 15,9 °C. Le cumul annuel moyen de précipitations est de 1 044 mm, avec 6,2 jours de précipitations en janvier et 6,1 jours en juillet. Pour la période 1991-2020, la température moyenne annuelle observée sur la station météorologique installée sur la commune est de 12,2 °C et le cumul annuel moyen de précipitations est de 908,8 mm. 
La température maximale relevée sur cette station est de 35,5 °C, atteinte le 23 août 2023 ; la température minimale est de −10,7 °C, atteinte le 27 février 2018,,.
| Mois                                  | jan.          | fév.           | mars          | avril         | mai           | juin          | jui.          | août          | sep.          | oct.          | nov.          | déc.          | année      |
| ------------------------------------- | ------------- | -------------- | ------------- | ------------- | ------------- | ------------- | ------------- | ------------- | ------------- | ------------- | ------------- | ------------- | ---------- |
| Température minimale moyenne (°C)     | 0,6           | 0,3            | 2,7           | 5,8           | 8,8           | 12,8          | 15,4          | 15,5          | 11,8          | 8,4           | 4,2           | 1,5           | 7,3        |
| Température moyenne (°C)              | 4,4           | 4,7            | 7,8           | 11            | 14            | 18,2          | 21,4          | 21,6          | 17,4          | 13            | 7,9           | 5,2           | 12,2       |
| Température maximale moyenne (°C)     | 8,1           | 9,1            | 12,8          | 16,2          | 19,2          | 23,7          | 27,4          | 27,7          | 22,9          | 17,5          | 11,6          | 8,9           | 17,1       |
| Record de froid (°C) date du record   | −7,2 31.01.12 | −10,7 27.02.18 | −5,8 01.03.18 | −3,7 07.04.21 | −0,7 05.05.19 | 5,2 09.06.13  | 6,4 15.07.16  | 7,7 05.08.10  | 2,3 28.09.07  | −1,6 28.10.12 | −5,7 27.11.10 | −8,4 18.12.10 | −10,7 2018 |
| Record de chaleur (°C) date du record | 20,4 28.01.08 | 22,2 03.02.20  | 24,1 31.03.15 | 27,3 09.04.11 | 31,7 24.05.09 | 35,4 28.06.19 | 35,3 18.07.23 | 35,5 23.08.23 | 32,5 10.09.08 | 27,8 08.10.23 | 22,5 10.11.15 | 19,9 31.12.21 | 35,5 2023  |
| Précipitations (mm)                   | 69,3          | 61,6           | 60,5          | 86,3          | 89,7          | 78,6          | 48            | 41,8          | 56,7          | 109,7         | 123,5         | 83,1          | 908,8      |

| Diagramme climatique                                  |            |             |             |             |              |            |              |              |              |              |            |
| J                                                     | F          | M           | A           | M           | J            | J          | A            | S            | O            | N            | D          |
| 8,10,669,3                                            | 9,10,361,6 | 12,82,760,5 | 16,25,886,3 | 19,28,889,7 | 23,712,878,6 | 27,415,448 | 27,715,541,8 | 22,911,856,7 | 17,58,4109,7 | 11,64,2123,5 | 8,91,583,1 |
| Moyennes : • Temp. maxi et mini °C • Précipitation mm |            |             |             |             |              |            |              |              |              |              |            |

Les paramètres climatiques de la commune ont été estimés pour le milieu du siècle (2041-2070) selon différents scénarios d'émission de gaz à effet de serre à partir des nouvelles projections climatiques de référence DRIAS-2020. Ils sont consultables sur un site dédié publié par Météo-France en novembre 2022.

## Urbanisme

### Typologie
Au 1er janvier 2024, Rimplas est catégorisée commune rurale à habitat dispersé, selon la nouvelle grille communale de densité à 7 niveaux définie par l'Insee en 2022.
Elle est située hors unité urbaine. Par ailleurs la commune fait partie de l'aire d'attraction de Nice, dont elle est une commune de la couronne,. Cette aire, qui regroupe 100 communes, est catégorisée dans les aires de 200 000 à moins de 700 000 habitants,.

### Occupation des sols

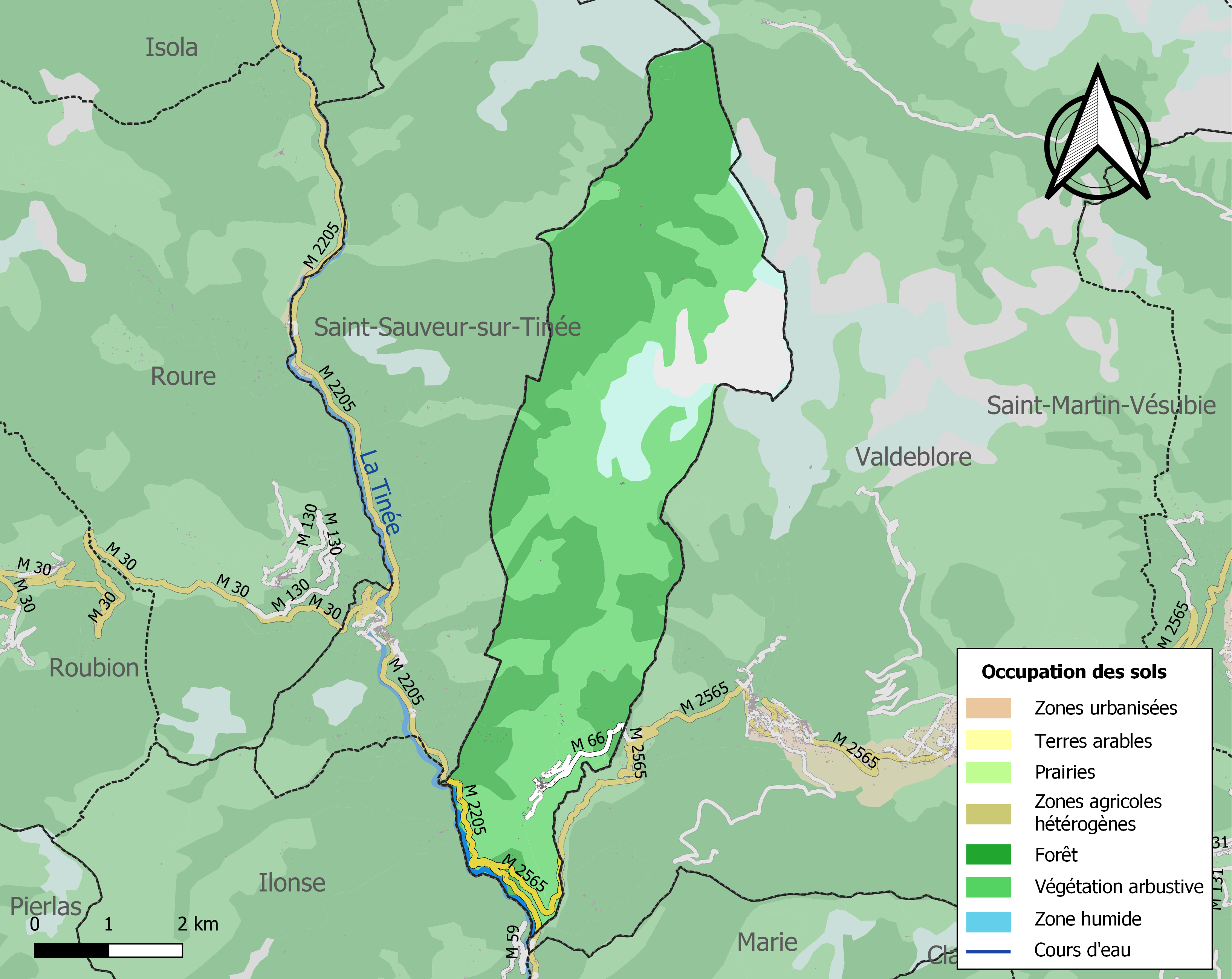
Carte de l'occupation des sols de la commune en 2018 (CLC).

L'occupation des sols de la commune, telle qu'elle ressort de la base de données européenne d’occupation biophysique des sols Corine Land Cover (CLC), est marquée par l'importance des forêts et milieux semi-naturels (100 % en 2018), une proportion identique à celle de 1990 (100 %). La répartition détaillée en 2018 est la suivante : 
forêts (44,3 %), milieux à végétation arbustive et/ou herbacée (42,4 %), espaces ouverts, sans ou avec peu de végétation (13,4 %).
L'évolution de l’occupation des sols de la commune et de ses infrastructures peut être observée sur les différentes représentations cartographiques du territoire : la carte de Cassini (XVIIIe siècle), la carte d'état-major (1820-1866) et les cartes ou photos aériennes de l'IGN pour la période actuelle (1950 à aujourd'hui).

### Habitat et logement
En 2018, le nombre total de logements dans la commune était de 137, alors qu'il était de 130 en 2013 et de 118 en 2008.
Parmi ces logements, 36,3 % étaient des résidences principales, 47,6 % des résidences secondaires et 16,1 % des logements vacants. Ces logements étaient pour 39 % d'entre eux des maisons individuelles et pour 60,2 % des appartements.
Le tableau ci-dessous présente la typologie des logements à Rimplas en 2018 en comparaison avec celle des Alpes-Maritimes et de la France entière. Une caractéristique marquante du parc de logements est ainsi une proportion de résidences secondaires et logements occasionnels (47,6 %), très supérieure à celle du département (25,3 %) et à celle de la France entière (9,7 %). Concernant le statut d'occupation de ces logements, 73,5 % des habitants de la commune sont propriétaires de leur logement (61,6 % en 2013), contre 55,3 % pour les Alpes-Maritimes et 57,5 % pour la France entière.
| Typologie                                               | Rimplas | Alpes-Maritimes | France entière |
| ------------------------------------------------------- | ------- | --------------- | -------------- |
| Résidences principales (en %)                           | 36,3    | 66,4            | 82,1           |
| Résidences secondaires et logements occasionnels (en %) | 47,6    | 25,3            | 9,7            |
| Logements vacants (en %)                                | 16,1    | 8,4             | 8,2            |

### Planification de l'aménagement
La commune disposait d'un plan d'occupation des sols.

### Voies de communications et transports
Accès par la route nationale 202 depuis le pont de la Mescla, puis la départementale 2205.
- Commune desservie par le réseau Lignes d'Azur[15].
- Navette : transport gratuit pour Roquebilière[16].

### Risques naturels et technologiques
Le 2 octobre 2020, de nombreux villages des diverses vallées des Alpes-Maritimes (Breil-sur-Roya, Fontan, Roquebillière, St-Martin-Vésubie, Tende...) sont fortement impactés par un "épisode méditerranéen" de grande ampleur. Certains hameaux sont restés inaccessibles jusqu'à plus d'une semaine après la catastrophe et l'électricité n'a été rétablie que vers le 20 octobre. L'Arrêté du 7 octobre 2020 portant reconnaissance de l'état de catastrophe naturelle a identifié 55 communes, dont Rimplas, au titre des "Inondations et coulées de boue du 2 au 3 octobre 2020".
Commune située dans une zone de sismicité moyenne.

## Toponymie
L’ancienneté de son implantation est attestée par l’origine de son nom, In Rege placito, qui apparaît pour la première fois en 1067 dans le cartulaire de la cathédrale de Nice. La conjonction du nom germanique ragin et du latin placitum indique que Rimplas était le siège d’une juridiction carolingienne et témoigne de son importance au Moyen Âge. Le nom se transforme en Raiplaz et Raimplaz au XIIe siècle pour devenir Rimplas en 1760.

## Histoire
La rareté des sources écrites ne permet pas de connaître l’histoire du village jusqu’au début du XVIIIe siècle. Le site du village pourrait avoir été fortifié et peut-être déplacé à une époque indéterminée à l’endroit qu’il occupe actuellement. Par ailleurs, les traces d’un ensemble de constructions de pierres sèches ont été découvertes à proximité.
Un château était édifié sur le promontoire dominant le village. Sur ses ruines, l’armée française fit construire en 1928 un fort de type Maginot, un des plus puissants du Sud-Est, permettant, grâce à son artillerie, de verrouiller l’accès de la vallée de la Tinée aux troupes italiennes. À un kilomètre et demi de l’agglomération se trouvent les ruines de l’église Saint-Étienne de Blora, prieuré de l’abbaye de Saint-Dalmas de Pedona mentionné dans les archives en 1351. Rimplas a eu notamment pour seigneurs les Grimaldi, depuis 1473.
L’étroitesse du territoire communal ne permettait qu’à une petite communauté d’habitants d’y subsister mais, grâce à son étagement, de la Tinée jusqu’à la haute montagne, on y cultivait l’olivier, la vigne et le blé et on y pratiquait l’élevage[réf. nécessaire].

## Politique et administration

### Rattachements administratifs et électoraux

#### Rattachements administratifs
La commune se trouve depuis 1926 dans l'arrondissement de Nice du département des Alpes-Maritimes.
Elle faisait partie depuis l'Annexion du comté de Nice à la France du canton de Saint-Sauveur-sur-Tinée. Dans le cadre du redécoupage cantonal de 2014 en France, cette circonscription administrative territoriale a disparu, et le canton n'est plus qu'une circonscription électorale.

#### Rattachements électoraux
Pour les élections départementales, la commune fait partie depuis 2014 du canton de Tourrette-Levens
Pour l'élection des députés, elle fait partie de la cinquième circonscription des Alpes-Maritimes.

### Intercommunalité
Rimplas était membre de la communauté de communes de la Tinée, un établissement public de coopération intercommunale (EPCI) à fiscalité propre créé fin 1999 et auquel la commune avait transféré un certain nombre de ses compétences, dans les conditions déterminées par le code général des collectivités territoriales.
Conformément aux prescriptions de la loi de réforme des collectivités territoriales du 16 décembre 2010, qui a prévu le renforcement et la simplification des intercommunalités et la constitution de structures intercommunales de grande taille, la métropole Nice Côte d'Azur, dont est désormais membre la commune, est issue de la fusion de la communauté urbaine Nice Côte d'Azur avec la communauté de communes de la Tinée ainsi qu'avec les communautés de communes des stations du Mercantour et de Vésubie-Mercantour auxquelles s'est jointe la commune de La Tour.

### Liste des maires
| Période                                  | Période                        | Identité              | Étiquette | Qualité |
| ---------------------------------------- | ------------------------------ | --------------------- | --------- | --- |
| Les données manquantes sont à compléter. |                                |                       |           | |
|                                          |                                |                       |           | |
| mars 2001                                | mars 2014                      | André Molinari        |           | Retraité |
| mars 2014                                | juillet 2022                   | Christelle D'Intorni, | LR        | Avocate Conseillère départementale de Tourrette-Levens(2021→ ) Députée des Alpes-Maritimes (5e circ.) (2022 → ) Vice-présidente de la Métropole Nice Côte d'Azur (2020 → 2022) Vice-présidente du Parc national du Mercantour (2021 → 2022) Démissionnaire à la suite de son élection comme députée |
| juillet 2022                             | En cours (au 16 décembre 2022) | Pascal Guglielmetti   |           | Chef de chantier |

## Équipements et services publics

### Enseignement
Établissements d'enseignements :
- Écoles maternelles et primaires à Saint-Sauveur-sur-Tinée, Valdeblore,
- Collèges à Saint-Sauveur-sur-Tinée, Roquebillière,
- Lycée à Valdeblore.

### Santé
Professionnels et établissements de santé[Quand ?] :
- Médecins à Saint-Sauveur-sur-Tinée, Saint-Martin-Vésubie, Roquebillière,
- Pharmacies à Saint-Martin-Vésubie, Roquebillière,
- Hôpitaux à Saint-Martin-Vésubie, Roquebillière.

## Population et société

### Démographie
L'évolution du nombre d'habitants est connue à travers les recensements de la population effectués dans la commune depuis 1793. Pour les communes de moins de 10 000 habitants, une enquête de recensement portant sur toute la population est réalisée tous les cinq ans, les populations de référence des années intermédiaires étant quant à elles estimées par interpolation ou extrapolation. Pour la commune, le premier recensement exhaustif entrant dans le cadre du nouveau dispositif a été réalisé en 2006.

En 2022, la commune comptait 154 habitants, en évolution de +71,11 % par rapport à 2016 (Alpes-Maritimes : +2,85 %, France hors Mayotte : +2,11 %).
| 1793 | 1800 | 1806 | 1822 | 1838 | 1848 | 1858 | 1861 | 1866 |
| ---- | ---- | ---- | ---- | ---- | ---- | ---- | ---- | ---- |
| 259  | 157  | 173  | 217  | 224  | 252  | 278  | 239  | 187  |

| 1872 | 1876 | 1881 | 1886 | 1891 | 1896 | 1901 | 1906 | 1911 |
| ---- | ---- | ---- | ---- | ---- | ---- | ---- | ---- | ---- |
| 177  | 167  | 184  | 193  | 160  | 155  | 144  | 164  | 149  |

| 1921 | 1926 | 1931 | 1936 | 1946 | 1954 | 1962 | 1968 | 1975 |
| ---- | ---- | ---- | ---- | ---- | ---- | ---- | ---- | ---- |
| 120  | 105  | 225  | 217  | 88   | 50   | 68   | 38   | 55   |

| 1982 | 1990 | 1999 | 2006 | 2011 | 2016 | 2021 | 2022 | - |
| ---- | ---- | ---- | ---- | ---- | ---- | ---- | ---- | - |
| 80   | 84   | 108  | 115  | 136  | 90   | 133  | 154  | - |

### Cultes
- Culte catholique, paroisse Notre-Dame de la Tinée[33], Diocèse de Nice.

## Économie

### Entreprises et commerces

#### Tourisme
- Gîtes communaux[34].
- Hôtellerie du randonneur
- Restaurant

## Culture locale et patrimoine

### Lieux et monuments

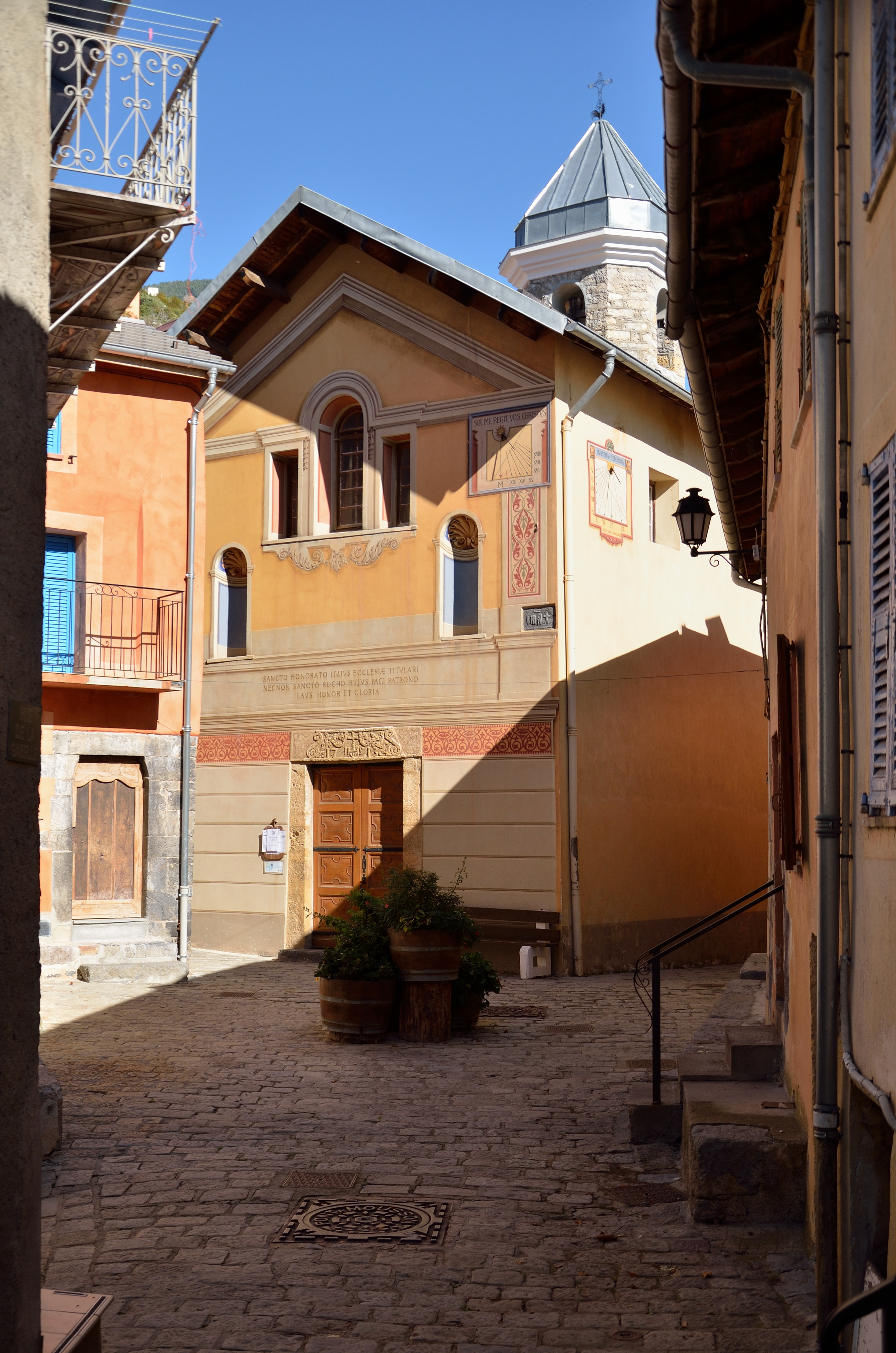
L'église Saint-Honorat.

#### Patrimoine militaire
- Vestiges de l'ancien château du XIIe siècle,
- Ouvrage de Rimplas, d'abord appelé de la Madeleine, premier ouvrage de la ligne Maginot[35],[36],[37],
- Le petit ouvrage de Fressinéa, annexe du précédent[38].

#### Patrimoine religieux
- Église paroissiale Saint-Honorat, baroque, avec clocher moderne[39],
- Chapelle Sainte-Marie-Madeleine, vers le fort[40],
- Chapelle Saint-Roch, à l'entrée sud du village[41],
- Chapelle Saint-Étienne, dite Saint-Estève[42],
- 6 oratoires[43],
- Monument aux morts[44].

#### Patrimoine culturel et rural
- Le musée des traditions populaires présentant des outils retraçant une vie agricole et pastorale[45] ;
- la galerie de sculptures de Serge Doglio[46] ;
- les fontaines et lavoirs ;
- le four communal.

### Héraldique
| Blason de Rimplas | Blason  | D’or au bourdon de pèlerin mouvant de la pointe, accosté de deux étoiles de huit rais, le tout de gueules |
| Blason de Rimplas | Détails | Ces armoiries, qui comportent deux étoiles et un bourdon de pèlerin, rappellent que Rimplas appartenait au comté de Beuil et que saint Roch est patron du village. Le statut officiel du blason reste à déterminer. |

## Pour approfondir